# Vanessa Ferrari
Pour les articles homonymes, voir Ferrari.
Vanessa Ferrari (née le 10 novembre 1990 à Orzinuovi, dans la province de Brescia, en Lombardie) est une gymnaste italienne.

## Biographie
Alors qu'elle n'a que quinze ans, Vanessa Ferrari remporte cinq des six épreuves lors des Jeux méditerranéens 2005 à Almeria (Espagne). Championne d'Europe par équipes l'année suivante, elle est sacrée championne du monde du concours général à Aarhus dès sa première année chez les seniors. Elle devient aussi la première italienne à remporter un titre mondial en gymnastique. 
En 2007, elle conquiert le titre européen du concours général individuel ainsi que la médaille d'or au sol. Lors des Mondiaux 2007, elle ne conserve pas son titre mondial devant se contenter du bronze sur le concours général individuel.
Le 11 août 2016, elle termine 16e du concours général individuel aux jeux olympiques de Rio .

## Palmarès

### Jeux olympiques
- Pékin 2008
  - 11e au concours général individuel

- Londres 2012
  - 7e au concours par équipes
  - 8e au concours général individuel
  - 4e au sol

- Tokyo 2020 
  -  Médaille d'argent à l'exercice au sol

### Championnats du monde
- Aarhus 2006
  -  médaille d'or au concours général individuel
  -  médaille de bronze sur l'épreuve du sol
  -  médaille de bronze sur l'épreuve des barres asymétriques
  - 6e place sur l'épreuve de la poutre
  - 9e place sur le concours général par équipes

- Stuttgart 2007
  -  médaille de bronze au concours général individuel
  - 4e place sur le concours par équipes
  - 6e place sur l'épreuve du sol
  - 8e place sur l'épreuve des barres asymétriques

- Rotterdam 2010
  - 8e place au concours par équipes

- Anvers 2013
  -  médaille d'argent sur l'épreuve du sol
  - 6e place au concours général individuel
  - 4e place sur l'épreuve de la poutre

### Championnats d'Europe
- Volos 2006
  -  médaille d'or par équipes
  -  médaille d'argent au sol

- Amsterdam 2007
  -  médaille d'or au concours général individuel
  -  médaille d'or au sol

- Clermont-Ferrand 2008
  - 4e par équipes
  - 5e à la poutre

- Milan 2009
  -  médaille d'argent au sol

- Birmingham 2010
  - 5e au concours par équipes
  - 7e aux barres asymétriques
  - 4e au sol

- Bruxelles 2012
  -  médaille de bronze par équipes

- Sofia 2014
  -  médaille d'or au sol

- Bâle 2021
  -  médaille de bronze au sol